# Hylaeothemis
Hylaeothemis là một chi chuồn chuồn ngô thuộc họ Libellulidae.
Chi này gồm các loài:
- Hylaeothemis clementia Ris, 1909
- Hylaeothemis fruhstorferi (Karsch, 1889) - Fruhstorfer’s Junglewatcher; rare Sri Lankan đặc hữu[2]
- Hylaeothemis gardeneri Fraser, 1927
- Hylaeothemis indica Fraser, 1946; Tây Ghats[3]